# Charles Reynaert
Pour les articles homonymes, voir Reynaert.
Pas d'image ? Cliquez ici

a Compétitions nationales et continentales officielles uniquement.

b Matchs officiels uniquement.
Dernière mise à jour le 09/12/2022.
Charles Reynaert, né le 28 novembre 1995, est un joueur belge de rugby à XV qui évolue au poste d'ailier.

## Biographie
Charles Reynaert commence le rugby à la suite de la Coupe du monde de rugby à XV 2003. Il s'inscrit alors au club du Royal Kituro RC. Il débutera à 17 ans avec l'équipe de Belgique de rugby à sept, avant d'être international à XV. Il connaît sa première sélection à XV face à la Pologne en 2015. 
Après ses débuts en équipe de Belgique à VII, il intègre le centre de formation du Racing 92 sur les conseils du sélectionneur national de l'époque. Il disputera un match avec l'équipe première du Racing en Top 14, face à l'ASM Clermont Auvergne. À la sortie de ses saisons en espoirs, il n'est pas conservé par le Racing et rejoint Valence Romans, en Fédérale 1. Il participera à la montée du club en Pro D2. Gravement blessé aux ligaments, il manque tout le début de saison de Valence Romans en Pro D2. Il quitte le club à la fin de saison et rejoint le Stade niçois, qui évolue en Nationale.
Mais sa saison est de nouveau perturbée par les blessures. Opéré en novembre, il revient en Mars et peut enchaîner plusieurs matchs. Las, il se blesse de nouveau avant les phases finales. Il quitte le club à la fin de la saison et signe un contrat de deux ans en faveur de l'Union Cognac Saint-Jean-d'Angély, où il retrouve notamment Julien Berger, autre international belge. Durant l'intersaison, il participe à l'étape d'Aix-en-Provence du Supersevens avec le Monaco rugby sevens.
Au terme de sa saison, il revient en Belgique et devient entraîneur adjoint responsable des lignes arrières à Boitsfort. En parallèle de ses activités de coaching, il porte aussi le maillot de Boitsfort en compétition, tout en jouant au niveau international à sept avec la Belgique.

## Statistiques

### En club
| Période   | Club                       | Matchs | Points |
| --------- | -------------------------- | ------ | ------ |
| 2016-2017 | Racing 92                  | 1      | 0      |
| 2017-2018 | Valence Romans Drôme rugby | 15     | 30     |
| 2018-2019 | Valence Romans Drôme rugby | 14     | 15     |
| 2019-2020 | Valence Romans Drôme rugby | 3      | 0      |
| 2020-2021 | Stade niçois               | 7      | 10     |
| 2016-2021 | Total                      | 40     | 55     |

### En sélection
| Année | Compétition      | Matchs | Points | Essais | Transf. | Drops | Pénal. |
| ----- | ---------------- | ------ | ------ | ------ | ------- | ----- | ------ |
| 2015  | ENC 1B 2014-2016 | 3      | 10     | 2      | -       | -     | -      |
| 2016  | ENC 1B 2014-2016 | 2      | -      | -      | -       | -     | -      |
| 2017  | REC 2017         | 6      | 3      | 15     | -       | -     | -      |
| 2018  | REC 2018         | 2      | -      | -      | -       | -     | -      |
| 2019  | REC 2019         | 1      | -      | -      | -       | -     | -      |
| 2021  | Test match       | 1      | -      | -      | -       | -     | -      |
| Total | Total            | 15     | 25     | 5      | -       | -     | -      |

| Essai | Adversaire | Lieu                    | Compétition                            | Date          | Résultat | Score |
| ----- | ---------- | ----------------------- | -------------------------------------- | ------------- | -------- | ----- |
| 2     | Pologne    | Petit Heysel, Bruxelles | ENC 1B 2014-2016                       | 18 avril 2015 | Victoire | 53-23 |
| 1     | Roumanie   | Petit Heysel, Bruxelles | REC 2017                               | 11 mars 2017  | Défaite  | 17-33 |
| 2     | Portugal   | Petit Heysel, Bruxelles | REC 2017 (barrage Championship-Trophy) | 20 mai 2017   | Victoire | 29-18 |

## Palmarès
- Vainqueur de la Division 1B du Championnat européen des nations de rugby à XV 2014-2016 avec l'équipe de Belgique